# Saison 2024-2025 de l'OGC Nice
Maillots
Chronologie
Saison précédente Saison suivante
La saison 2024-2025 de l'OGC Nice voit le club s'engager dans les deux compétitions nationales que sont la Ligue 1 et la Coupe de France et le championnat France de para foot du Sport adapté.
L'équipe, qui a terminé 5e la saison précédente, s'est donc qualifié pour la Ligue Europa 2024-2025, et aura donc l'occasion de redécouvrir l'Europe deux ans après son dernier parcours lors de la Ligue Europa Conférence 2022-2023 qui l'avait vu atteindre les quarts de finale.
Depuis la saison sportive 2023-2024, le club dispose, en plus de son équipe Réserve, d'une section Élite.

## Résumé de la saison

### Avant-saison
En juillet, le Gym affronte le Lausanne-Sport dans le traditionnel derby INEOS, ce match se solde sur un nul 2-2. Nice rencontre ensuite le Deportivo Leganés puis le Rizespor, ces deux matchs se terminent sur un 2 partout. En août, l’OGC Nice rencontre Lecce, le Gym en profite pour signer sa première victoire de la saison 3 buts à 2. Le dernier match de préparation de Nice est contre Ipswich Town et se solde par une défaite un but à zéro.

### Championnat

#### Journée 1:Auxerre2-1 OGC Nice
Le premier match de la saison du Gym en Ligue 1 est face à Auxerre au  Stade de l'Abbé-Deschamps. À la 21e minute, Mohamed-Ali Cho ouvre le score d’une tête grâce à un centre de Gaëtan Laborde. Juste avant la mi-temps, Rayan Raveloson égalise pour Auxerre, en seconde période aucune équipe ne prend réellement l’avantage sur l’autre mais à la 95e minute, Coulibaly marque et fait gagner Auxerre à la dernière seconde du match. Le Gym s’incline à l’extérieur pour son premier match et se classe 12e de Ligue 1.

#### Journée 2: OGC Nice 1-1Toulouse FC
Lors du premier match à domicile du Gym, la pelouse de l’Allianz Riviera est dans un piteux état à cause d’un champigon, malgré cela, le match n’est pas reporté. Finalement, la rencontre se conclut sur un nul un partout malgré une domination niçoise qui mène à un but refusé à la 43e puis à l’ouverture du score à la 53e par Jonathan Clauss. Les Toulousains parviennent à égaliser à la 73e minute et à conserver ce score. Nice remporte donc son premier point dans un match où les trois étaient accessibles.

#### Journée 3:Angers SCO1-4 OGC Nice
La première victoire de Nice en Ligue 1 a lieu au stade Raymond-Kopa face à Angers. Le défenseur niçois Youssouf Ndayishimiye ouvre le score dès la 6e minute sur un corner de Clauss, Boudaoui double la mise à la 25e grâce à une frappe aux abords de la surface. Angers pousse en début de deuxième période et obtient un penalty à la 65e minute à cause d’une faute dans la surface qui mène à l’expulsion de Bombito, Abdelli le transforme et relance Angers dans le match. C’est pourtant Nice qui domine les dernières minutes, en effet, Evann Guessand signe un doublé (72e et 85e) qui permet à Nice de remporter 3 points et de se placer en 8e position de Ligue 1.

#### Journée 4:Olympique de Marseille2-0 OGC Nice
Ce derby du Sud voit la défaite du Gym au Vélodrome. Malgré un match équilibré, c’est Marseille qui concrétise ses occasions comme le but de Maupay (44e) juste avant la pause et celui de Luis Henrique (53e) au retour de la pause. Nice manque de réussite et tire trois fois sur la barre en seconde période. Cette défaite fait repasser Nice à la 12e place du classement.

#### Journée 5: OGC Nice 8-0AS St-Étienne
Nice réalise une superbe performance face à une équipe de St-Étienne en manque de motivation. Nice ouvre le score dès la 4e minute sur un contre son camp de Batubinsika et inscrit le deuxième 3 minutes plus tard grâce à Tanguy Ndombele qui marque grâce à la mauvaise relance de Batubinsika, Nice fait donc le break en moins de 10 minutes. Les Niçois enfoncent le clou grâce aux buts de Cho (24e) et de Moukoko (27e), après ces buts, « Sainté » réalise un triple changement, inefficace car Nice marque deux autres buts (36e et 39e) grâce à Moukoko et Guessand. Le Gym mène donc 6-0 à la mi-temps mais ne baisse pas le rythme en seconde période et marque deux nouveaux buts : Sofiane Diop à la 75e sur un contre et Pablo Rosario à la 85e sur penalty. Nice réalise la plus belle performance de l’équipe au XXIe siècle et le plus grand nombre de buts inscrits en première période (6) en Ligue 1 au XXIe siècle.

#### Journée 6:RC Lens0-0 OGC Nice
Nice fait match nul lors de son déplacement au stade Bollaert-Delelis. Durant cette rencontre équilibrée, on peut noter qu’un penalty flagrant est refusé par l’arbitre à Nice à la 61e minute. Le Lensois Zaroury est expulsé à la 83e après avoir écopé d’un second carton jaune dans une fin de match tendue où les joueurs semblent agacés du score. Nice repart donc avec un seul point de Lens et passe 8e de Ligue 1, à 2 points des places qualificatives pour une coupe d’Europe.

#### Journée 7: OGC Nice 1-1Paris SG
Cette confrontation face aux Parisiens se termine sur un match nul. C’est Nice qui ouvre le score à la 39e minute grâce à une très belle frappe en dehors de la surface du Tunisien Ali Abdi, le Gym est récompensé dans cette première période face à des Parisiens fébriles en défense malgré près de 70% de possession. Toutefois, en début de seconde période, Nuno Mendes égalise pour Paris grâce à une frappe déviée par Bombito. Il n’y aura plus d’autres buts dans ce match qui se solde par un nul, malgré une grosse domination parisienne en 2e mi-temps.

#### Journée 8:FC Nantes1-1 OGC Nice
Nice affronte le FC Nantes dans cette 8e journée de Ligue 1. La 1re mi-temps du match est surdominée par le Gym qui travaille avec intensité pour ouvrir le score, sans succès. C’est en secondé période que les Canaries se redressent et commencent à mettre la pression aux Niçois. À la 67e minute, Matthis Abline inscrit un but pour le FC Nantes, contre le cours du jeu. Evann Guessand parvient à égaliser 5 minutes plus tard et éviter la déroute. Si les dernières minutes du temps règlementaire sont équilibrées, ce n’est pas le cas des 6 minutes additionnelles où les Jaunes et Verts tentent de renverser le match en faisant souffrir la défense niçoise. Finalement, le match se conclut sur un match nul, le 3e consécutif pour Nice. Le club azuréen passe 9e du championnat, à 4 points des places européennes.

#### Journée 9: OGC Nice 2-1AS Monaco
Pour ce derby de la Côte d'Azur, Nice reçoit les Monégasques, alors en tête de Ligue 1 et restant sur une série de 6 mois sans défaite. Au contraire, le Gym n’a pas gagné depuis la 5e journée et leur victoire face aux Stéphanois. Le début de match est dominé par Monaco qui subit toutefois des contres niçois. À la 22e minute, Breel Embolo ouvre le score grâce à une belle action de Minamino, ce but est finalement annulé par la VAR pour cause de Hors-jeu. 13 minutes plus tard, Embolo est lancé du milieu de terrain, trompe Bulka et inscrit le premier but du match. Juste avant le retour au vestiaire, Monaco concède un corner à la suite d'un coup franc niçois, ce coup de pieds arrêté est transformé par les Aiglons grâce à Guessand. Enervé, Vanderson donne un coup de pieds et fait tomber Mohamed-Ali Cho à la suite du but, l’arbitre exclut le Brésilien à la 40e+4 minute et réduit l’équipe monégasque à 10. En seconde période, les Niçois, galvanisés par l’égalisation et le carton rouge du défenseur, poussent pour marquer un nouveau but. À la 71e, Caio Henrique, alors dans le camp de Nice, se troue et fait la passe à un Niçois, après une confusion générale, le ballon se trouve dans les pieds de Laborde, au milieu du terrain, seul face au gardien. L’ailier niçois marque le deuxième but du match pour le Gym, sans perdre son sans froid face à Majecki, le portier monégasque. Malgré une forte domination des visiteurs en fin de période, Nice tient bon et remporte une victoire très importante face à un rival direct.

#### Journée 10:Stade brestois0-1 OGC Nice
Nice se déplace à Brest pour cette 10e journée avec comme objectif de rentrer avec les 3 points de la victoire. Le début de match est dominé par les Niçois qui font face à une équipe de Brest en difficulté, qui peine à contre-attaquer. Cho inscrit le premier but du match à la 36e minute grâce à un beau centre d’Abdi, malheureusement, le but est refusé après que la VAR ait signalé un hors-jeu de Guessand, pourtant sans incidence sur l’action. Nice ne se décourage pas après cette annihilation de but et l’avant-centre azuréen marque 5 minutes plus tard grâce à un nouveau centre d’Abdi. Le SB29 est donc mené à la pause, le Gym devra être solide en seconde période pour garder son avance. Dès la 51e, l’ancien Niçois Pierre Lees-Melou tir sur la barre pour l’équipe bretonne qui semble s’être ressaisie et présente de très belles choses. La fin du match est marquée par les attaques répétées de Brest et les beaux arrêts du gardien niçois Marcin Bułka qui empêche les Bretons d’égaliser. Nice remporte finalement les 3 points du match et se replace 5e de Ligue 1.

#### Journée 11: OGC Nice 2-2LOSC Lille
Nice reçoit le LOSC lors de cette 11e journée de Ligue 1. Lille ouvre le score lors de la 17e minute grâce à Fernandez-Pardo sur une frappe pourtant touchée par Bułka. Dans la suite de la 1re période, Lille garde le ballon et empêche donc le Gym de construire son jeu. Les Niçois ont quant à eux manqué de finesse dans le dernier geste, les empêchant de concrétiser leurs occasions. En début de seconde période, Nice redouble d’intensité pour égaliser et y parvient à la 56e minute grâce à une belle action collective niçoise qui se termine par un but de Sofiane Diop qui réalise une Madjer. Pourtant, Nice est à nouveau privé de la possession et subie de lourdes attaques lilloises, à la 64e, tire sur la transversale et le ballon lui revient dans ses pieds, il décale la balle sur la gauche et Mitchel Bakker n’a plus que fusiller la gardien à bout portant. Nice pousse dans les dernières minutes et se procure de belles actions comme le prouve la frappe d’Abdi non cadrée à 10 mètres du but. À la 90e+6 minutes, sur la dernière action du match, lors d’un coup franc niçois où Bulka est monté dans la surface adverse, Tom Louchet inscrit son premier but de la saison en réussissant à contrôler un ballon talonné par Gaëtan Laborde. Nice conclut donc ce match sur le score de 2 partout à domicile.

#### Journée 12: OGC Nice 2 - 1RC Strasbourg
Deuxième réception consécutive en championnat pour Nice, et c'est au tour de Strasbourg de se rendre à l'Allianz Riviera, le GYM signe sa pire affluence en championnat depuis le 11 janvier 2023 avec seulement 18 389 spectateurs. Frappé par une vague de blessure, Franck Haise doit revoir sa tactique et passer dans un schéma à 4 défenseurs, l'entame de match est difficile pour les Aiglons puisqu'ils encaissent rapidement le premier but de la rencontre par l'intermédiaire de Dilane Bakwa. Sans réaction, les Aiglons rentrent aux vestiaires menés à la pause sous les sifflets de ses supporters. Un discours de mi-temps sans doute payant puisque les joueurs de Franck Haise reviennent en seconde période avec d'autres intentions, privent les Strasbourgeois du ballon et égalisent même à la 54e minute grâce à Melvin Bard, magnifiquement servi par Sofiane Diop, l'ancien lyonnais inscrit son premier but de la saison. Les Strasbourgeois, sous pression craquent à nouveau 8 minutes plus tard à peine avec un malheureux Abakar Sylla qui à la suite d'une incompréhension avec son gardien marque contre son camp. Le match se calmera ensuite avec un GYM plus défensif souhaitant garder le score même s'il aurait pu faire le break en fin de match avec deux grosses occasions de Melvin Bard et Gaëtan Laborde. Nice, grâce à cette nouvelle victoire, reste invaincu à domicile et reprend la 5e place à l'Olympique Lyonnais, son prochain adversaire.

#### Journée 20:Le Havre AC1-3 OGC Nice
Journée 21:Nice 2-0 Montpellier
Journée 22:Saint - Etienne 1-3 Nice

### Coupe Nationale
L’OGC Nice, comme toutes les équipes de division 1, entre dans le tournoi lors des 32e de finale.

### Coupe d’Europe

#### Première phase

##### Journée 1: OGC Nice 1-1Real Sociedad
Pour son premier match d’Europa League, Nice fait un match nul face à la Real Sociedad. Après un début de rencontre dominé par le Gym, c’est l’équipe espagnole qui ouvre le score grâce à Ander Barrenetxea après une perte de balle de Rosario. Nice continue de pousser et parvient à égaliser à la 45e minute avec un but de Pablo Rosario. En début de seconde période, le Gym obtient un penalty. Celui-ci est repoussé par Remiro, le portier espagnol, qui met en échec Guessand. Le score reste donc de parité et le restera jusqu’à la fin de rencontre. Malgré une grande domination niçoise, l’équipe française ne sera pas parvenue à concrétiser ses occasions et est tenue en échec à domicile.

##### Journée 2:Lazio Rome4-1 OGC Nice
Pour son deuxième match de coupe d’Europe, Nice affronte la Lazio, l’adversaire le plus fort sur le papier. En début de rencontre, l’équipe italienne tire deux fois sur la barre (12e et 14e) avant d’ouvrir le score à la 20e minute et de doubler la mise 15 minutes plus tard. Nice parvient à revenir grâce à la vivacité et la précision de Boga. En seconde période, sous une pluie diluvienne qui rend quasi impraticable le terrain, la Lazio inscrit un doublé malgré une 2e période équilibrée. Nice coule en Italie et ne glane qu’un point en deux rencontres de Ligue Europa.

##### Journée 3:Ferencváros TC1-0 OGC Nice
Le Gym se déplace en Hongrie pour cette 3e journée de Coupe d’Europe, après un nul et une défaite lors des deux dernières journées, la victoire semble obligatoire pour le club de Nice. Pourtant, c’est bien le Ferencváros qui ouvre le score à la 15e minute sur un coup franc dévié par Moïse Bombito qui la rentre dans ses cages. Après ce but, Nice obtient une grande possession de balle, sans parvenir à se procurer d’occasions. Cette 1re mi-temps est une des pires menées par l’OGC Nice depuis le début de la saison.

##### Journée 5: OGC Nice 1-4Glasgow Rangers
L’OGC Nice devait absolument s’imposer contre les Rangers pour garder une chance de qualification, mais a lourdement chuté à domicile (1-4). Après un début de match encourageant, les Niçois ont craqué défensivement, encaissant trois buts en fin de première période, sur des erreurs individuelles de Rosario et Abdelmonem. En seconde mi-temps, malgré quelques occasions, Nice a rapidement encaissé un quatrième but signé Igamane, auteur d’un doublé et désigné homme du match. Bouanani a sauvé l’honneur d’un superbe coup franc en fin de rencontre. Les Écossais ont dominé une équipe niçoise apathique et dépassée dans les duels. Nice reste avant-dernier avec 2 points mais garde un mince espoir de qualification à deux points seulement du barragiste.

##### Journée 6:Union Saint-Gilloise2-1 OGC Nice
L’OGC Nice jouait sa dernière chance de qualification sur le terrain de l’Union Saint-Gilloise, qui espérait aussi décrocher sa place en barrage. Les Belges ont ouvert le score à la 33e minute par Ivanović après plusieurs occasions de chaque côté. Juste avant la mi-temps, Guessand a égalisé pour Nice, redonnant espoir aux Aiglons. Au retour des vestiaires, Nice a bien réagi et a failli marquer, mais Moris a sauvé les siens sur une frappe de Camara. L’USG a ensuite repris l’avantage dans les arrêts de jeu grâce à un superbe but d’Ivanović (90e+2), crucifiant Nice. Trop affaibli, le Gym reste avant-dernier de la phase de ligue et voit ses espoirs de qualification s’envoler.

##### Journée 7:IF Elfsborg1-0 OGC Nice
La 2e mi-temps est surdominée par le Gym qui tire notamment sur la barre, les Norvégiens obtiennent un corner dans cette période et marquent de la tête face à Maxime Dupé.

##### Journée 8: OGC Nice 1-1FK Bodø/Glimt
Le Gym a terminé sa campagne de Ligue Europa sans victoire après un match nul 1-1 contre Bodø/Glimt, déjà éliminé avant la rencontre. Malgré l'ouverture du score des Norvégiens en seconde période, Bouanani a égalisé pour Nice. Les Niçois finissent avec cinq défaites et trois nuls, tandis que Bodø/Glimt manque de peu le top 8.

## Effectif professionnel actuel
En grisé, les sélections de joueurs internationaux chez les jeunes mais n'ayant jamais été appelés aux échelons supérieur une fois l'âge limite dépassé ou les joueurs ayant pris leur retraite internationale.

## Transferts
| Nom                   | Nationalité | Poste     | Transfert       | Provenance/Destination                   |
| --------------------- | ----------- | --------- | --------------- | ---------------------------------------- |
| Arrivées              |             |           |                 |                                          |
| Jonathan Clauss       | France      | Défenseur | Transfert       | Olympique de Marseille (Ligue 1)         |
| Moïse Bombito         | Canada      | Défenseur | Transfert       | Rapids du Colorado (Major League Soccer) |
| Mohamed Abdelmonem    | Égypte      | Défenseur | Transfert       | Al Ahly SC (Egyptian Premier League)     |
| Ali Abdi              | Tunisie     | Défenseur | Transfert       | SM Caen (Ligue 2)                        |
| Youssoufa Moukoko     | Allemagne   | Attaquant | Prêt avec OA    | Borussia Dortmund (Bundesliga)           |
| Tanguy Ndombele       | France      | Milieu    | Libre           | Tottenham (Premier League)               |
| Billal Brahimi        | Algérie     | Attaquant | Retour de prêt  | Stade brestois 29 (Ligue 1)              |
| Robson Bambu          | Brésil      | Défenseur | Retour de prêt  | FC Arouca (Primeira Liga)                |
| Rareș Ilie            | Roumanie    | Milieu    | Retour de prêt  | Lausanne-Sport (Super League)            |
| Mattia Viti           | Italie      | Défenseur | Retour de prêt  | US Sassuolo (Serie B)                    |
| Badredine Bouanani    | Algérie     | Attaquant | Retour de prêt  | FC Lorient (Ligue 2)                     |
| Ayoub Amraoui         | Maroc       | Défenseur | Retour de prêt  | Amiens SC (Ligue 2)                      |
| Justin Smith          | Canada      | Défenseur | Retour de prêt  | US Avranches (National)                  |
| Issiaga Camara        | Guinée      | Milieu    | 1er contrat pro | OGC Nice Groupe Elite                    |
| Bernard Nguene        | Cameroun    | Attaquant | 1er contrat pro | Ecole de Foot Brasseries du Cameroun     |
| Départs               |             |           |                 |                                          |
| Khéphren Thuram       | France      | Milieu    | Transfert       | Juventus (Serie A)                       |
| Daouda Traoré         | France      | Milieu    | Transfert       | Southampton FC (Premier League)          |
| Justin Smith          | Canada      | Défenseur | Transfert       | RCD Espanyol (La Liga)                   |
| Jordan Lotomba        | Suisse      | Défenseur | Transfert       | Feyenoord Rotterdam (Eredivisie)         |
| Robson Bambu          | Brésil      | Défenseur | Transfert       | SC Braga (Primeira Liga)                 |
| Yannis Nahounou       | France      | Défenseur | Transfert       | AC Reggiana (Serie B)                    |
| Jean-Clair Todibo     | France      | Défenseur | Prêt avec OAO   | West Ham (Premier League)                |
| Aliou Baldé           | Guinée      | Attaquant | Prêt avec OA    | Vfl Bochum (Bundesliga)                  |
| Mattia Viti           | Italie      | Défenseur | Prêt avec OA    | Empoli FC (Serie A)                      |
| Billal Brahimi        | Algérie     | Attaquant | Prêt avec OA    | K Saint-Trond VV (Division 1A)           |
| Ayoub Amraoui         | Maroc       | Défenseur | Prêt sans OA    | FC Martigues (Ligue 2)                   |
| Romain Perraud        | France      | Défenseur | Retour de prêt  | Southampton FC (Premier League)          |
| Valentin Rosier       | France      | Défenseur | Retour de prêt  | Beşiktaş JK (Süper Lig)                  |
| Alexis Claude-Maurice | France      | Milieu    | Libre           | FC Augsburg (Bundesliga)                 |
| Alexis Beka Beka      | France      | Milieu    | Libre           | -                                        |

| Nom                 | Nationalité | Poste     | Transfert       | Provenance/Destination        |
| ------------------- | ----------- | --------- | --------------- | ----------------------------- |
| Arrivées            |             |           |                 |                               |
| Baptiste Santamaria | France      | Milieu    | Prêt avec OA    | Stade rennais (Ligue 1)       |
| Aliou Baldé         | Guinée      | Attaquant | Retour de prêt  | Vfl Bochum (Bundesliga)       |
| Hamza Koutoune      | Maroc       | Défenseur | 1er contrat pro | Académie Mohammed VI          |
| Ethan Degny         | France      | Défenseur | 1er contrat pro | Charlotte FC (MLS)            |
| Départs             |             |           |                 |                               |
| Rareș Ilie          | Roumanie    | Milieu    | Prêt avec OA    | US Catanzaro (Serie B)        |
| Aliou Baldé         | Guinée      | Attaquant | Prêt sans OA    | Lausanne-Sport (Super League) |
| Issiaga Camara      | Guinée      | Milieu    | Prêt sans OA    | Dijon FCO (National)          |

## Détail des matchs

### Ligue 1

#### Classement
| Rang | Équipe                 | Pts | J  | G  | N | P  | Bp | Bc | Diff | Qualification ou relégation                                                     |
| ---- | ---------------------- | --- | -- | -- | - | -- | -- | -- | ---- | ------------------------------------------------------------------------------- |
| 2    | Olympique de Marseille | 65  | 34 | 20 | 5 | 9  | 74 | 47 | +27  | Qualification pour la phase de ligue de la Ligue des champions                  |
| 3    | AS Monaco              | 61  | 34 | 18 | 7 | 9  | 63 | 41 | +22  | Qualification pour la phase de ligue de la Ligue des champions                  |
| 4    | OGC Nice               | 60  | 34 | 17 | 9 | 8  | 66 | 41 | +25  | Qualification pour le troisième tour de qualification de la Ligue des champions |
| 5    | LOSC Lille             | 60  | 34 | 17 | 9 | 8  | 52 | 36 | +16  | Qualification pour la phase de ligue de la Ligue Europa                         |
| 6    | Olympique lyonnais     | 57  | 34 | 17 | 6 | 11 | 65 | 46 | +19  | Qualification pour la phase de ligue de la Ligue Europa                         |

### Ligue Europa
| Rang | Équipe             | Pts | J | G | N | P | Bp | Bc | Diff |
| ---- | ------------------ | --- | - | - | - | - | -- | -- | ---- |
| 27   | TSG Hoffenheim     | 9   | 8 | 2 | 3 | 3 | 11 | 14 | −3   |
| 28   | Beşiktaş JK        | 9   | 8 | 3 | 0 | 5 | 10 | 15 | −5   |
| 29   | Maccabi Tel-Aviv   | 6   | 8 | 2 | 0 | 6 | 8  | 17 | −9   |
| 30   | Slavia Prague      | 5   | 8 | 1 | 2 | 5 | 5  | 9  | −4   |
| 31   | Malmö FF           | 5   | 8 | 1 | 2 | 5 | 8  | 15 | −7   |
| 32   | FK RFS             | 5   | 8 | 1 | 2 | 5 | 6  | 13 | −7   |
| 33   | Ludogorets Razgrad | 4   | 8 | 0 | 4 | 4 | 4  | 11 | −7   |
| 34   | Dynamo Kiev        | 4   | 8 | 1 | 1 | 6 | 5  | 18 | −13  |
| 35   | OGC Nice           | 3   | 8 | 0 | 3 | 5 | 7  | 16 | −9   |
| 36   | Qarabağ FK         | 3   | 8 | 1 | 0 | 7 | 6  | 20 | −14  |

## Saison 2024-2025
| 32e de finale                 | USC Cortenais (N3) | -   | OGC Nice (L1) |                                                                                           |                                                                                           |
| Samedi 21 décembre 2024 18:00 |                    | (-) |               | Stade Armand-Cesari, Bastia Diffuseur : BeIn Sports Max 4 Arbitrage : Abdelatif Kherradji | Stade Armand-Cesari, Bastia Diffuseur : BeIn Sports Max 4 Arbitrage : Abdelatif Kherradji |

### Derbies de la saison

#### Championnat
| Club                   | Aller | Retour | Club      |
| ---------------------- | ----- | ------ | --------- |
| Olympique de Marseille | 2-0   | 0-2    | OGC Nice  |
| OGC Nice               | 2-1   | 1-2    | AS Monaco |

#### Résultats par journée
| Journée   | 01  | 02  | 03 | 04  | 05 | 06 | 07 | 08 | 09 | 10 | 11 | 12 | 13 | 14 | 15 | 16 | 17 | 18 | 19 | 20 | 21 | 22 | 23 | 24 | 25 | 26 | 27 | 28 | 29 | 30 | 31 | 32 | 33 | 34 |
| --------- | --- | --- | -- | --- | -- | -- | -- | -- | -- | -- | -- | -- | -- | -- | -- | -- | -- | -- | -- | -- | -- | -- | -- | -- | -- | -- | -- | -- | -- | -- | -- | -- | -- | -- |
| Terrain   | E   | D   | E  | E   | D  | E  | D  | E  | D  | E  | D  | D  | E  | D  | E  | D  | E  | E  | D  | E  | D  | E  | D  | E  | D  | D  | E  | D  | E  | D  | E  | D  | E  | D  |
| Résultats | D   | N   | V  | D   | V  | N  | N  | N  | V  | V  | N  | V  | D  | V  | N  | V  | V  | D  | V  | N  | V  | V  | V  | V  | D  | N  | D  | D  | N  | V  | V  | V  | D  | V  |
| Points    | 0   | 1   | 4  | 4   | 7  | 8  | 9  | 10 | 13 | 16 | 17 | 20 | 20 | 23 | 24 | 27 | 30 | 30 | 33 | 34 | 37 | 40 | 43 | 46 | 46 | 47 | 47 | 47 | 48 | 51 | 54 | 57 | 57 | 60 |
| Place     | 12e | 12e | 8e | 12e | 7e | 9e | 9e | 8e | 8e | 5e | 6e | 5e | 6e | 6e | 6e | 6e | 4e | 5e | 4e | 5e | 3e | 3e | 3e | 3e | 3e | 4e | 4e | 6e | 7e | 5e | 6e | 4e | 4e | 4e |

Source : lfp.fr (Ligue de football professionnel)
Terrain : D = Domicile ; E = Extérieur. Résultat : D = Défaite ; N = Nul ; V = Victoire.

### Statistiques diverses

#### Meilleurs buteurs
Ligue 1 et coupes
|    | Buteur                | L1 | EL | CDF | Total |
| -- | --------------------- | -- | -- | --- | ----- |
| 1  | Evann Guessand        | 12 | 1  | 0   | 13    |
| 2  | Gaëtan Laborde        | 11 | 0  | 0   | 11    |
| 3  | Sofiane Diop          | 6  | 0  | 0   | 6     |
| 4  | Ali Abdi              | 5  | 0  | 0   | 5     |
| 5  | Badredine Bouanani    | 3  | 2  | 0   | 5     |
| 5  | Mohamed-Ali Cho       | 3  | 1  | 1   | 5     |
| 7  | Pablo Rosario         | 3  | 1  | 0   | 4     |
| 8  | Jonathan Clauss       | 3  | 0  | 0   | 3     |
| 8  | Youssouf Ndayishimiye | 3  | 0  | 0   | 3     |
| 8  | Morgan Sanson         | 3  | 0  | 0   | 3     |
| 8  | Jérémie Boga          | 1  | 2  | 0   | 3     |
| 11 | Youssoufa Moukoko     | 2  | 0  | 0   | 2     |
| 11 | Hichem Boudaoui       | 2  | 0  | 0   | 2     |
| 11 | Melvin Bard           | 2  | 0  | 0   | 2     |
| 11 | Tanguy Ndombele       | 1  | 0  | 1   | 2     |
| 11 | Tom Louchet           | 1  | 0  | 1   | 2     |
| 16 | Terem Moffi           | 1  | 0  | 0   | 1     |
| #  | CSC                   | 4  | 0  | 0   | 4     |
|    | 16 buteurs            | 63 | 7  | 3   | 73    |

#### Meilleurs passeurs
Ligue 1 et coupes
|    | Passeur           | L1 | EL | CDF | Total |
| -- | ----------------- | -- | -- | --- | ----- |
| 1  | Evann Guessand    | 6  | 0  | 1   | 7     |
| 2  | Jonathan Clauss   | 5  | 1  | 0   | 6     |
| 3  | Sofiane Diop      | 3  | 2  | 0   | 5     |
| 4  | Mohamed-Ali Cho   | 4  | 0  | 0   | 4     |
| 4  | Gaëtan Laborde    | 3  | 1  | 0   | 4     |
| 6  | Ali Abdi          | 2  | 0  | 0   | 2     |
| 6  | Hichem Boudaoui   | 2  | 0  | 0   | 2     |
| 6  | Tanguy Ndombele   | 2  | 0  | 0   | 2     |
| 6  | Jérémie Boga      | 2  | 0  | 0   | 2     |
| 6  | Youssoufa Moukoko | 1  | 1  | 0   | 2     |
| 11 | Pablo Rosario     | 1  | 0  | 0   | 1     |
|    | 11 passeurs       | 30 | 5  | 1   | 36    |

#### Aiglon du mois
| Mois         | Vainqueur             |
| ------------ | --------------------- |
| Août         | Hicham Boudaoui       |
| Septembre    | Pablo Rosario         |
| Octobre      | Evann Guessand        |
| Novembre     | Melvin Bard           |
| Décembre     | Tom Louchet           |
| Janvier 2025 | Evann Guessand        |
| Février      | Jonathan Clauss       |
| Mars         | Youssouf Ndayishimiye |
| Avril        | Youssouf Ndayishimiye |
| Mai          | Melvin Bard           |

### Autres

#### Buts
- Premier but de la saison :  Mohamed-Ali Cho   21e contre l’AJ Auxerre, le 18 août 2024 (1re journée).
- Dernier but de la saison :Ali Abdi 90+4 contre le Stade Brestois 29,le 17 mai 2025 (34 journée)
- Premier penalty :  Pablo Rosario   86e (pen.) contre l’AS Saint-Étienne, le 20 septembre 2024 (5e journée).
- Premier doublé :  Evann Guessand   72e   85e contre l’Angers SCO, le 1er septembre 2024 (3e journée).
- Premier triplé :
- But le plus rapide d'une rencontre :  Dylan Batubinsika   4e (csc) de l’AS Saint-Étienne, le 20 septembre 2024 (5e journée).
- But le plus tardif d'une rencontre :  Tom Louchet   96e contre le LOSC, le 10 novembre 2024 (11e journée).
- Plus grand nombre de buts marqués : 8 (face à l’AS Saint-Étienne)
- Plus grand nombre de buts marqués en une mi-temps : 6 (face à l’AS Saint-Étienne)

## ´Notes et références